# Samuel Insull
Samuel Insull (11 de noviembre de 1859 – 16 de julio de 1938) fue un magnate de negocios estadounidense de origen británico. Fue un innovador e inversor radicado en Chicago que contribuyó en gran medida a la creación de una infraestructura eléctrica integrada en Estados Unidos. Insull creó holdings que adquirieron empresas de servicios públicos y ferrocarriles. También fue responsable de la construcción de la Chicago Civic Opera House en 1929. 
Debido a la Gran Depresión, su vasto imperio de holding en el Medio Oeste colapsó, y fue acusado de lucrarse personalmente vendiendo acciones sin valor a los inversores desprevenidos que confiaban en él debido a su posición y reputación. Tras un juicio de siete semanas, tanto él como sus 16 codefendientes fueron absueltos de todos los cargos después de sólo dos horas de deliberación del jurado.